# Брейди, Скотт
Скотт Брейди (англ. Scott Brady), имя при рождении Джерард Кеннет Тирни (англ. Gerard Kenneth Tierney) (13 сентября 1924 года — 16 апреля 1985 года) — американский актёр кино и телевидения, более всего известный ролями в фильмах конца 1940-х и 1950-х годов.
За свою карьеру Брейди сыграл более чем в 60 фильмах, среди них такие известные картины, как «Он бродил по ночам» (1948), «Кэньон-Сити» (1948), «Поддержка» (1949), «Канзасские захватчики» (1950), «Модель и сваха» (1951), «Три шага на эшафот» (1953), «Джонни Гитара» (1954), «Исчезающий американец» (1955), «Доллары» (1971), «Китайский синдром» (1979) и «Гремлины» (1984).
В 1960-е годы Брейди сделал успешную карьеру на телевидении, сыграв более чем в 60 телесериалах. Самой известной его работой на телевидении стала главная роль в вестерн-сериале «Стрелок Слейд» (1959).
Скотт Брейди был младшим братом Лоуренса Тирни, известного исполнителя ролей «крутых парней» в голливудских фильмах 1940-50-х годов.

## Ранние годы и начало карьеры
Скотт Брейди (имя при рождении Джерард Кеннет Тирни) родился 13 сентября 1924 года в Бруклине, Нью-Йорк, в ирландско-американской семье полицейского. Его старший и младший братья — Лоуренс Тирни и Эдвард Тирни — также стали актёрами. Брейди вырос в Уэстчестере, штат Нью-Йорк. Как и его старший брат Лоуренс, он был разносторонним спортсменом, особенно выделялся успехами в баскетболе, американском футболе и лёгкой атлетике.
Ещё до завершения учёбы в школе Брейди поступил на службу в Военно-морской флот США. Во время Второй мировой войны он служил авиамехаником на гидроавианосце «Нортон Саунд». Во время службы в армии Брейди завоевал медаль в чемпионате Военно-морского флота по боксу.

## Карьера в кино
После демобилизации в 1946 году Брейди направился в Лос-Анджелес, где его брат Лоуренс уже начал делать актёрскую карьеру. Поначалу Брейди работал таксистом и лесорубом, а затем по военной квоте поступил в престижную Школу драматического искусства Bliss-Hayden. Там он изучал актёрское мастерство и брал уроки речи, чтобы избавиться от бруклинского акцента.

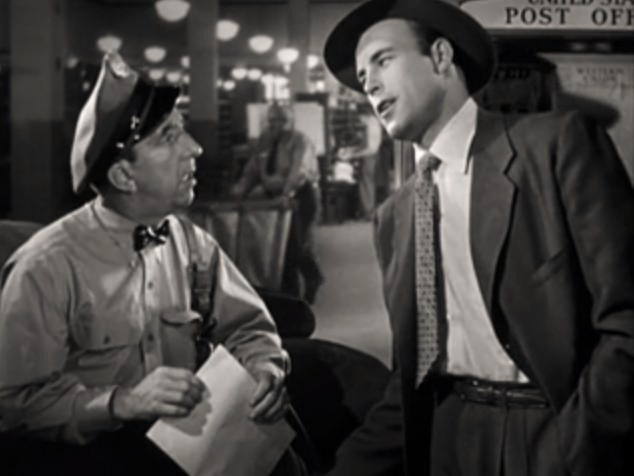
Уолли Вернон и Скотт Брейди в фильме «Он бродил по ночам» (1948)

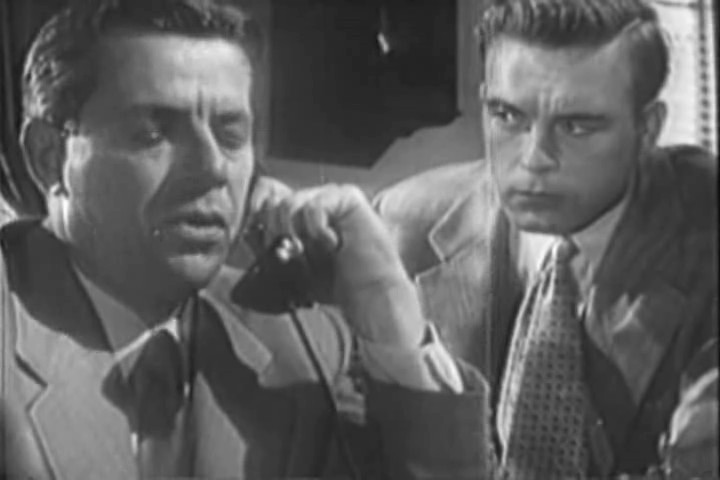
Ричард Робер и Скотт Брейди в фильме «Порт Нью-Йорка» (1949)

В 1948 году Брейди подписал контракт с киностудией второго ряда Eagle-Lion, дебютировав в проходном фильме «В этом углу» (1948), где, по словам историка кино Гэри Брамбурга, «продемонстрировал свои боксёрские навыки». Больше надежды, по мнению киноведа, Брейди дал в своём втором и третьем фильмах «Кэньон-Сити» (1948) и «Он бродил по ночам» (1948). В полудокументальном фильме нуар «Кэнон-Сити» (1948) Брейди сыграл заключённого, который не хочет участвовать в коллективном побеге из тюрьмы, а в фильме «Он бродил по ночам» он был детективом, который помогает остановить психопатического киллера в исполнении Ричарда Бейсхарта. Журнал Variety высоко оценил игру Брейди в этом фильме, написав, что «в роли детектива он демонстрирует свой высокий профессионализм».
В полудокументальном фильме нуар «Порт Нью-Йорка» (1949) Брейди сыграл агента Таможенной службы, ведущего борьбу с бандой контрабандистов наркотиков. Работа Брейди была положительно оценена в рецензии на сайте Noir of the Week, где отмечалось, что он «играет в этом фильме роль, сходную с его ролью в „Он бродил по ночам“ (1948)». После этой картины, по словам Брамбурга, Брейди перешёл на боевики более высокого уровня на студиях Fox и Universal. В своём четвёртом фильме нуар «Поддержка» (1949) Брейди был бывшим членом банды гангстеров, который после службы на фронте во время Второй мировой войны решил жениться и начать честную жизнь. Однако когда его подставляют в убийстве, персонаж Брейди вынужден самостоятельно расследовать это преступление, выясняя, что истинными преступниками были его друг и его невеста. Критики в целом позитивно оценили игру Брейди. В частности, Майкл Кини отметил, что «фильм хорошо смотрится благодаря увлекательной игре Брейди, хотя и не сложно догадаться, кто является преступником», а Адам Лаунсбери написал, что в этой картине «Брейди настолько сильно напоминает своего старшего брата Лоуренса Тирни, что неподготовленный зритель может их легко спутать. Однако, в то время, как Тирни с лёгкостью входил в роли отвратительных социопатов, Брейди излучал общую атмосферу порядочности. И хотя его работы не столь запоминающиеся, как у его брата, тем не менее, Брейди идеален для того типа ролей, которую он сыграл в этом фильме». В том же году Брейди сыграл в комедийном вестерне студии Universal «Девушка, которая завоевала Запад» (1949) с Ивонн де Карло в главной героини, за сердце которой конкурировали двое братьев (второго брата сыграл партнёр Брейди по фильму «Поддержка» Джон Расселл).
Год спустя Брейди сыграл главные мужские роли детективов полиции в криминальных мелодрамах «Я был магазинным воришкой» (1950) и «Девушка под прикрытием» (1950), а в вестерне «Канзасские захватчики» (1950) он исполнил роль знаменитого жестокого убийцы времён Гражданской войны «Кровавого» Билла Андерсона.

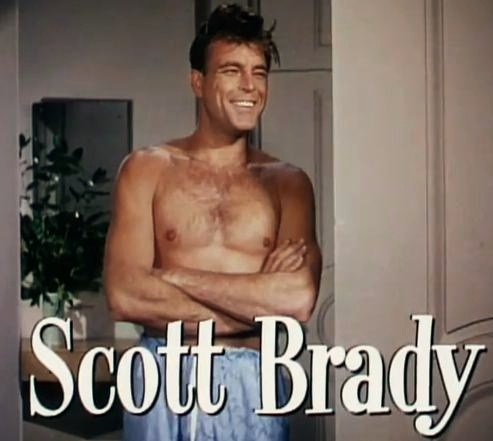
Скотт Брейди в трейлере фильма «Гончие Бродвея» (1952)

Как заметил историк кино Хэл Эриксон, «часто получая роли грубых и драчливых персонажей (многие из которых были злодеями), Брейди показал и своё редко демонстрируемое комическое мастерство», сыграв одного из клиентов брачного агентства романтической комедии «Модель и сваха» (1951). Очередную романтическую роль Брейди сыграл в музыкальной комедии «Гончие Бродвея» (1952), после чего в вестерне «Непокорённый фронтир» (1952) он сыграл убийцу, который, чтобы уйти от наказания, женится на свидетельнице преступления (Шелли Уинтерс). В том же году Брейди сыграл главные или значимые роли в менее ярких картинах, среди них вестерны «Американский пират» (1952) и «Укротитель» (1952), а также приключенческая мелодрама «Монтана Белль» (1952) с Джейн Рассел в главной роли.
В 1953-54 годах Брейди сыграл главные роли в нескольких фильмах категории В, среди них военная драма «Эль Аламейн» (1953), британская криминальная мелодрама «Три шага на эшафот» (1953), немецкая приключенческая криминальная мелодрама «Манекены для Рио» (1954), а также вестерн «Закон против Билли Кидда» (1954), где Брейди предстал в образе этого знаменитого преступника. Однако, по мнению многих критиков, Брейди добился «небольшого культового статуса» благодаря роли бандита Дансинг Кида в «необычном фрейдистском вестерне» Николаса Рэя «Джонни Гитара» (1954), хотя, «как и другие мужчины этой картины, в какой-то степени остался в тени женского противостояния Джоан Кроуфорд и Мерседес Маккембридж».
Во второй половине 1950-х годов значимость фильмов с участием Брейди стала снижаться, преимущественно, это были вестерны, такие как «Исчезающий американец» (1955) с Одри Тоттер, «Королева воров» (1956) с Барбарой Стэнвик, «Беспокойная порода» (1957) с Энн Бэнкрофт, «Кровавая стрела» (1958) и «Засада на перевале Симаррон» (1958), а также криминальная мелодрама «Полночный кошмар» (1956) с Джоан Воз и мелодрама «Могавк» (1957) с Ритой Гэм.
По словам Эриксона, на протяжении 1960-х годов Брейди «продолжал играть главные роли в дешёвых вестернах, фильмах ужасов и фантастических картинах». Среди его работ этого периода были вестерны «Этап в Тандер-Рок» (1964), «Чёрные шпоры» (1965) и «Аризонские рейдеры» (1968), а также фантастические фильмы и фильмы ужасов «Цель — подводная стихия» (1966), «Замок зла» (1966), «Путешествие к центру времени» (1967), «Айс Хаус» (1969) и «Садисты сатаны» (1969). Вероятно, самой значимой его картиной в 1960-е годы стала научно-фантастическая драма о космическом полёте «Отрезанные от мира» (1969) с Грегори Пеком в главной роли, где Брейди сыграл офицера по связям с общественностью.
Как отмечает Брамбург, «в более поздние годы роли у Брейди стали таять, он набрал значительный вес и стал лысеть, тем не менее, время от времени он играл характерные роли бандитов или жёстких полицейских в менее ценных фильмах», таких как мелодрама с Джином Хэкманом «Жёны докторов» (1971), криминальная комедия с Уорреном Битти «Доллары» (1971), роуд-муви-боевик с Дином Стоквеллом «Одиночки» (1972) и хоррор-триллер «Жуткий, злобный» (1973). В конце кинокарьеры Брейди сыграл в таких высокопрофильных фильмах, как политический триллер «Китайский синдром» (1979) с Джейн Фондой и Джеком Леммоном и хоррор-комедия «Гремлины» (1984), где Брейди был сбитым с толку полицейским, который пытается осмыслить появление странных существ.

## Карьера на телевидении и в театре

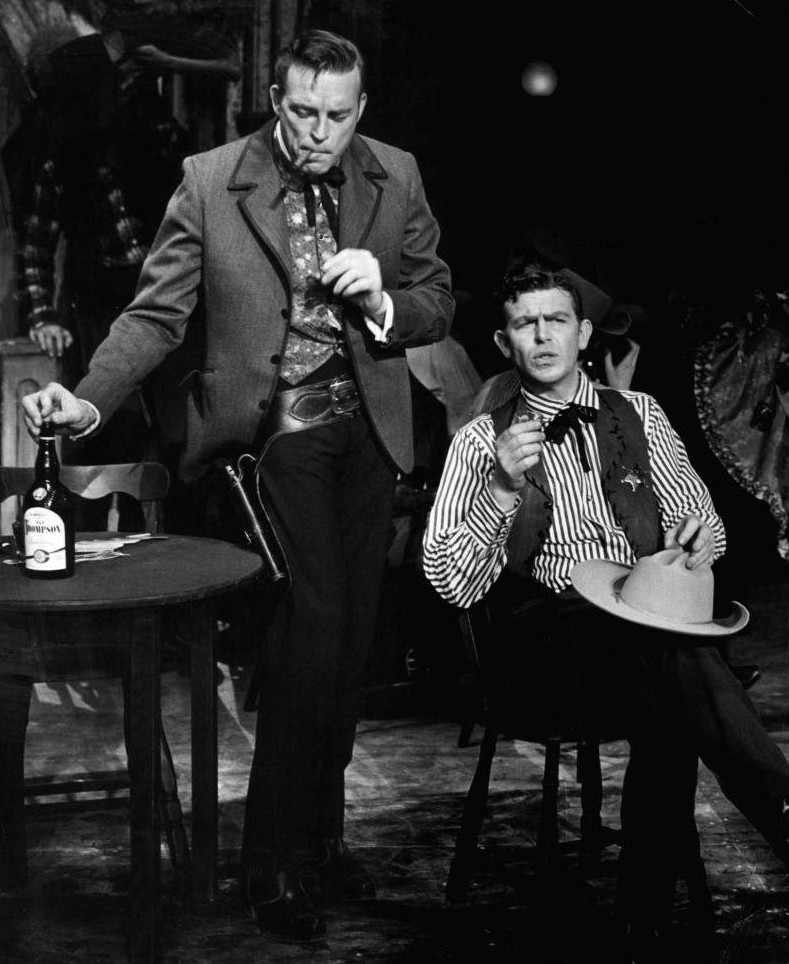
Скотт Брейди и Энди Гриффин в бродвейском мюзикле «Дестри снова в седле» (1959)

В 1950-е годы Брейди стал уделять всё большее внимание телевидению, сыграв разные роли в таких телеантологиях, как «Видеотеатр „Люкс“» (1953-56, 4 эпизода), «Телевизионный театр „Форда“» (1953-56, 5 эпизодов) и «Театр звёзд „Шлитц“» (1954-59, 6 эпизодов), «Письмо Лоретте» (1955), «Театр Деймона Раниона» (1956), «Кульминация» (1956-58, 2 эпизода) и «Перекрёстки» (1957). В 1959-61 годах Брейди играл роль заглавного героя в 78 эпизодах телесериала-вестерна «Стрелок Слейд» (1959). В отличие от большинства вестернов, где в центре внимания были шерифы, маршалы или странствующие стрелки, его персонаж был частным детективом, которого нанимали для расследования различных преступлений.
В 1950-е годы Брейди также выступал на калифорнийской театральной сцене, в частности, в спектаклях «Луна голубая», «Детективная история» и «Пикник», после чего отправился на Бродвей, где в 1959 году дебютировал в музыкальной комедии «Дестри снова в седле» (1959).
В 1960-е годы Брейди чаще получал работу на телевидении, чем в кино, специализируясь на тех же жанрах, в которых работал на большом экране — на вестернах и криминальных фильмах. В частности, он сыграл в таких вестернах, как «Театр Зейна Грея» (1957), «Высокий кустарник» (1970), «Лансер» (1970), «Грязная Сэлли» (1974), «Виргинец» (1968-71, 2 эпизода) и «Дымок из ствола» (1969-73, 3 эпизода).

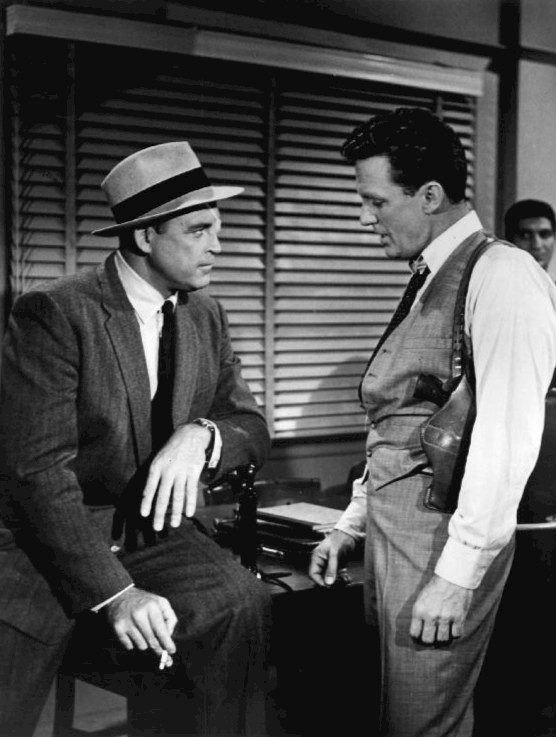
Скотт Брейди и Роберт Стэк в телесериале «Неприкасаемые» (1963)

Брейди также регулярно появлялся в криминальных телесериалах, среди них «Неприкасаемые» (1962), «Отдел уголовных преступлений» (1968), «Наименование игры» (1968-70, 2 эпизода), «Адам-12» (1969), «Мэнникс» (1970), «Айронсайд» (1973), «Макмиллан и жена» (1973), «Отдел 5-0» (1975) и «Досье детектива Рокфорда» (1975-78, 5 эпизодов). Кроме того, в 1975-77 годах Брейди сыграл в 16 эпизодах криминальной антологии «Полицейская история» (1975-77). В это сериале он играл роль Винни, бывшего копа и владельца бара, в который часто заходят герои сериала. Он также зачастую выступал закадровым комментатором происходящего на экране.
В период с 1969 по 1983 год Брейди снялся также в 14 телевизионных фильмах.

## Актёрское амплуа и оценка творчества
По свидетельству Гэри Брамбурга, Скотт Брейди был «красивым, голубоглазым красавцем». Он «обладал мужественной красотой и привлекательностью, позволявшими ему стать звездой Голливуда, и он добился довольно многого как крепкий исполнитель главных ролей в боевиках в кино и на телевидении».
Самыми успешными жанрами для Брейди стали «вестерны и криминальные ленты, где в свои лучшие годы он часто переходил от ролей героев к ролям бандитов и обратно». Как отмечено в «Нью-Йорк Таймс», в 1940-50-е годы Брейди часто играл главные роли красавцев в фильмах «Кэнон-Сити», «Он бродил по ночам», «В этом углу», «Янки-пират», «Укротитель необъезженных лошадей», «Красавица Монтаны», «Неспокойная граница», «Исчезающий американец» и «Могавк». По словам Брамбурга, он «уверенно чувствовал себя как в сценах экшна, так и компании таких звёздных актрис, как Барбара Стэнвик, Джоан Кроуфорд, Джинн Крейн, Джейн Расселл, Мала Пауэрс и Энн Бэнкрофт».

## Скандалы
В 1957 году Брейди был арестован за хранение наркотиков, однако вскоре обвинения были сняты, а сам актёр утверждал, то его подставили, а в 1963 году Комитет по организации бегов штата Нью-Йорк запретил Брейди участвовать в организации скачек из-за его участия в нелегальном букмекерстве.

## Личная жизнь
По информации Брамбурга, у Брейди были отношения с актрисами Гвен Вердон и Дороти Мэлоун, однако до 43 лет он оставался убеждённым холостяком. Наконец, в 1967 году он женился на Мэри Элизабет Тайрони, с которой прожил до своей смерти. У пары было двое сыновей — Тимоти и Терренс.

## Смерть
В 1981 году у Брейди диагностировали пневмосклероз лёгких, и ему пришлось использовать для дыхания кислородный баллон. Скотт Брейди умер четыре года спустя 16 апреля 1985 года от респираторной недостаточности в больнице актёров кино и телевидения в Вудленд-Хиллс. Ему было 60 лет.

## Фильмография
| Год       |    | Русское название                           | Оригинальное название                 | Роль                                     |
| --------- | -- | ------------------------------------------ | ------------------------------------- | ---------------------------------------- |
| 1948      | ф  | Фальшивомонетчики                          | The Counterfeiters                    | Джерри Макджи                            |
| 1948      | ф  | Кэньон-Сити                                | Canon City                            | Джим Шербонди                            |
| 1948      | ф  | В этом углу                                | In This Corner                        | Джимми Вестон                            |
| 1948      | ф  | Он бродил по ночам                         | He Walked by Night                    | сержант полиции Марти Бреннан            |
| 1949      | ф  | Порт Нью-Йорка                             | Port of New York                      | Майкл «Микки» Уотерс                     |
| 1949      | ф  | Поддержка                                  | Undertow                              | Тони Риган                               |
| 1949      | ф  | Девушка, которая завоевала Запад           | The Gal Who Took the West             | Ли О’Хара                                |
| 1950      | ф  | Я был магазинным воришкой                  | I Was a Shoplifter                    | Джефф Эндрюс                             |
| 1950      | ф  | Девушка под прикрытием                     | Undercover Girl                       | лейтенант Майкл Трент                    |
| 1950      | ф  | Канзасские рейдеры                         | Kansas Raiders                        | Билл Андерсон                            |
| 1950      | с  | Время голливудского театра                 | Hollywood Theatre Time                | 1 эпизод                                 |
| 1951      | ф  | Модель и сваха                             | The Model and the Marriage Broker     | Мэтт Хорнбек                             |
| 1952      | ф  | Укротитель диких лошадей                   | Bronco Buster                         | Барт Итон                                |
| 1952      | ф  | Непокорённый фронтир                       | Untamed Frontier                      | Гленн Денбоу                             |
| 1952      | ф  | Американский пират                         | Yankee Buccaneer                      | лейтенант Дейвид Фаррагут                |
| 1952      | ф  | Монтана Белль                              | Montana Belle                         | Боб Дэлтон                               |
| 1952      | ф  | Бродвейские ищейки                         | Bloodhounds of Broadway               | Роберт «Намберс» Фостер                  |
| 1953      | ф  | Рискованное путешествие                    | A Perilous Journey                    | Шард Бентон                              |
| 1953      | ф  | Эль-Аламейна                               | El Alaméin                            | Джо Бэннинг                              |
| 1953      | ф  | Три шага на эшафот                         | Three Steps to the Gallows            | Грегор Стивенс                           |
| 1953—1956 | с  | Видеотеатр «Люкс»                          | Lux Video Theatre                     | 4 эпизода                                |
| 1953—1956 | с  | Телевизионный театр «Форда»                | The Ford Television Theatre           | 5 эпизодов                               |
| 1954      | ф  | Джонни Гитара                              | Johnny Guitar                         | Дансинг Кид                              |
| 1954      | ф  | Закон против Билли Кида                    | The Law vs. Billy the Kid             | Билли Кид                                |
| 1954      | ф  | Манекены для Рио                           | Mannequins für Rio                    | Ричард Ланнинг                           |
| 1954—1959 | с  | Театр звёзд «Шлитц»                        | Schlitz Playhouse of Stars            | 6 эпизодов                               |
| 1955      | ф  | Джентльмены женятся на брюнетках           | Gentlemen Marry Brunettes             | Дейвид Экшн                              |
| 1955      | ф  | Исчезающий американец                      | The Vanishing American                | Блэнди                                   |
| 1955      | ф  | Могавк                                     | Mohawk                                | Джонатан                                 |
| 1955      | с  | Первая студия                              | Studio One                            | 1 эпизод                                 |
| 1955      | с  | Письмо к Лоретте                           | Letter to Loretta                     | 1 эпизод                                 |
| 1955—1956 | с  | Театр знаменитостей                        | Celebrity Playhouse                   | 2 эпизода                                |
| 1955—1957 | с  | Студия 57                                  | Studio 57                             | 2 эпизода                                |
| 1956      | ф  | Королева воров                             | The Maverick Queen                    | Сандэнс                                  |
| 1956      | ф  | Террор в полночь                           | Terror at Midnight                    | Нил «Рик» Рикардс                        |
| 1956      | с  | Театр Деймона Раниона                      | Damon Runyon Theater                  | 1 эпизод                                 |
| 1956      | с  | Warner Brothers представляет               | Warner Brothers Presents              | 1 эпизод                                 |
| 1956      | с  | Конфликт                                   | Conflict                              | 1 эпизод                                 |
| 1956—1958 | с  | Кульминация                                | Climax!                               | 2 эпизода                                |
| 1957      | ф  | Всадник в бурю                             | The Storm Rider                       | Барт Джонс                               |
| 1957      | ф  | Беспокойная порода                         | The Restless Breed                    | Митч Бейкер                              |
| 1957      | с  | Перекрёстки                                | Crossroads                            | 1 эпизод                                 |
| 1957      | с  | Театр 90                                   | Playhouse 90                          | 1 эпизод                                 |
| 1957      | с  | Театр Зейна Грея                           | Zane Grey Theater                     | 1 эпизод                                 |
| 1958      | ф  | Засада на перевале Симаррон                | Ambush at Cimarron Pass               | сержант Мэтт Блейк                       |
| 1958      | ф  | Кровавая стрела                            | Blood Arrow                           | Дэн Кри                                  |
| 1959      | ф  | Пламя битвы                                | Battle Flame                          | 1-й лейтенант Фрэнк Дейвис               |
| 1959—1961 | с  | Стрелок Слейд                              | Shotgun Slade                         | Стрелок Слейд, 78 эпизодов               |
| 1960      | с  | Театр «Алкоа»                              | Alcoa Theatre                         | 1 эпизод                                 |
| 1961      | с  | Театр «Дженерал Электрик»                  | General Electric Theater              | 1 эпизод                                 |
| 1961      | с  | Шах и мат                                  | Checkmate                             | 1 эпизод                                 |
| 1962      | с  | Неприкасаемые                              | The Untouchables                      | 1 эпизод                                 |
| 1963      | ф  | Операция «Бикини»                          | Operation Bikini                      | капитан Эмметт Кейри                     |
| 1963      | с  | Час Альфреда Хичкока                       | The Alfred Hitchcock Hour             | 1 эпизод                                 |
| 1964      | ф  | Этап в Тандер-Рок                          | Stage to Thunder Rock                 | Сэм Своуп                                |
| 1965      | ф  | Джон Голдфарб, пожалуйста, иди домой!      | John Goldfarb, Please Come Home!      | Сакалакис                                |
| 1965      | ф  | Чёрные шпоры                               | Black Spurs                           | священник Таннерс                        |
| 1966      | ф  | Цель – подводная стихия                    | Destination Inner Space               | командор Уэйн                            |
| 1966      | ф  | Замок зла                                  | Castle of Evil                        | Мэтт Грэнджер                            |
| 1966      | с  | Летние развлечения                         | Summer Fun                            | 1 эпизод                                 |
| 1967      | ф  | Красный томагавк                           | Red Tomahawk                          | Эр Уайатт                                |
| 1967      | ф  | Форт Юта                                   | Fort Utah                             | Дейджин                                  |
| 1967      | ф  | Путешествие к центру времени               | Journey to the Center of Time         | Стэнтон                                  |
| 1967      | с  | Защитник Джадд                             | Judd for the Defense                  | 1 эпизод                                 |
| 1968      | ф  | Они спасали свои жизни                     | They Ran for Their Lives              | Джо Сили                                 |
| 1968      | ф  | Аризонские рейдеры                         | Arizona Bushwhackers                  | Том Райл                                 |
| 1968      | ф  | Преступники на дороге                      | The Road Hustlers                     | Эрл Визи                                 |
| 1968      | с  | Отдел уголовных преступлений               | The Felony Squad                      | 1 эпизод                                 |
| 1968—1970 | с  | Наименование игры                          | The Name of the Game                  | 2 эпизода                                |
| 1968—1971 | с  | Виргинец                                   | The Virginian                         | 2 эпизода                                |
| 1969      | ф  | Восковой кошмар                            | Nightmare in Wax                      | детектив Хаскелл                         |
| 1969      | ф  | Садисты Сатаны                             | Satan's Sadists                       | Чарли Болдвин                            |
| 1969      | ф  | Айс хаус                                   | The Ice House                         | лейтенант Скотт                          |
| 1969      | ф  | Пять кровавых могил                        | Five Bloody Graves                    | Джим Уэйд                                |
| 1969      | ф  | Отрезанные от мира                         | Marooned                              | офицер по общественным связям            |
| 1969      | тф | Окружной прокурор: Убийство первой степени | D.A.: Murder One                      | Сидни А. Чернисс-младший                 |
| 1969      | ф  | Могучий Горга                              | The Mighty Gorga                      | Дэн Морган                               |
| 1969      | с  | Адам-12                                    | Adam-12                               | 1 эпизод                                 |
| 1969      | с  | Мир Брэкена                                | Bracken's World                       | 1 эпизод                                 |
| 1969—1973 | с  | Дымок из ствола                            | Gunsmoke                              | 3 эпизода                                |
| 1970      | ф  | Кровавые дьяволы ада                       | Hell's Bloody Devils                  | Бранд                                    |
| 1970      | ф  | Головорезы Кейна                           | Cain's Cutthroats                     | Джастис Кейн                             |
| 1970      | с  | Высокий кустарник                          | The High Chaparral                    | 1 эпизод                                 |
| 1970      | с  | Лансер                                     | Lancer                                | 1 эпизод                                 |
| 1970      | с  | Мэнникс                                    | Mannix                                | 1 эпизод                                 |
| 1970      | с  | Бессмертный                                | The Immortal                          | 1 эпизод                                 |
| 1970      | с  | Международный аэропорт Сан-Франциско       | San Francisco International Airport   | 1 эпизод                                 |
| 1971      | ф  | Жены докторов                              | Doctors' Wives                        | сержант Маллой                           |
| 1971      | ф  | Доллары                                    | $                                     | Сардж                                    |
| 1972      | ф  | Одиночки                                   | The Loners                            | полицейский Херн                         |
| 1972      | ф  | Хроники Лео                                | The Leo Chronicles                    |                                          |
| 1973      | тф | Ночной душитель                            | The Night Strangler                   | капитан Шульберт                         |
| 1973      | ф  | Дети Бонни                                 | Bonnie's Kids                         | Бен                                      |
| 1973      | ф  | Жуткий, злобный                            | Wicked, Wicked                        | сержант полиции Рэмси                    |
| 1973      | с  | Макмиллан и жена                           | McMillan & Wife                       | 1 эпизод                                 |
| 1973      | с  | Баначек                                    | Banacek                               | 1 эпизод                                 |
| 1973      | с  | Миссия невыполнима                         | Mission: Impossible                   | 1 эпизод                                 |
| 1973      | с  | Айронсайд                                  | Ironside                              | 1 эпизод                                 |
| 1973—1977 | с  | Полицейская история                        | Police Story                          | Винни, 16 эпизодов                       |
| 1974      | тф | Катись, Фредди, катись!                    | Roll, Freddy, Roll!                   | адмирал Нортон                           |
| 1974      | с  | Грязная Салли                              | Dirty Sally                           | 1 эпизод                                 |
| 1974      | с  | Добейся любви Кристи                       | Get Christie Love!                    | 1 эпизод                                 |
| 1974      | с  | Сиерра                                     | Sierra                                | 1 эпизод                                 |
| 1974—1975 | с  | В движении                                 | Movin' On                             | 2 эпизода                                |
| 1975      | тф | Бойня в Канзас-Сити                        | The Kansas City Massacre              | комиссар полиции Герберт Такер Макэлвайн |
| 1975      | с  | Отдел 5-O                                  | Hawaii Five-O                         | 1 эпизод                                 |
| 1975      | с  | Человек-невидимка                          | The Invisible Man                     | 1 эпизод                                 |
| 1975—1978 | с  | Досье детектива Рокфорда                   | The Rockford Files                    | 5 эпизодов                               |
| 1976      | тф | Закон и порядок                            | Law and Order                         | сержант Брайан О’Мэлли-старший           |
| 1976      | с  | Все в семье                                | All in the Family                     | 4 эпизода                                |
| 1977      | с  | Баретта                                    | Baretta                               | 1 эпизод                                 |
| 1977      | с  | Добро пожаловать назад, Коттер             | Welcome Back, Kotter                  | 1 эпизод                                 |
| 1977      | с  | Лаверна и Ширли                            | Laverne & Shirley                     | 1 эпизод                                 |
| 1977      | с  | Фантастическое путешествие                 | The Fantastic Journey                 | 1 эпизод                                 |
| 1978      | тф | Когда каждый день был четвёртым июля       | When Every Day Was the Fourth of July | офицер Майкл Дойл                        |
| 1978      | тф | Убить копа                                 | To Kill a Cop                         | инспектор Джеймс Глизон                  |
| 1978      | тф | Внезапная любовь                           | Suddenly, Love                        | мистер Маллой                            |
| 1978      | с  | Колеса                                     | Wheels                                | 1 эпизод                                 |
| 1979      | ф  | Китайский синдром                          | The China Syndrome                    | Герман Де Янг                            |
| 1979      | тф | Женщины в белом                            | Women in White                        | бармен                                   |
| 1979      | тф | Последний путь банды Дэлтонов              | The Last Ride of the Dalton Gang      | игрок в покер                            |
| 1979      | с  | Такси                                      | Taxi                                  | 1 эпизод                                 |
| 1979      | с  | Суперпоезд                                 | Supertrain                            | 1 эпизод                                 |
| 1979      | с  | Айшайд                                     | Eischied                              | 1 эпизод                                 |
| 1980      | тф | Сила                                       | Power                                 | Армстронг                                |
| 1980      | с  | Самый маленький бродяга                    | The Littlest Hobo                     | 1 эпизод                                 |
| 1981      | ф  | Мертвые дети                               | Strange Behavior                      | Ши                                       |
| 1981      | с  | Американская мечта                         | American Dream                        | 1 эпизод                                 |
| 1981      | с  | Ангелы Чарли                               | Charlie's Angels                      | 1 эпизод                                 |
| 1981      | с  | Закон Маккейна                             | McClain's Law                         | 1 эпизод                                 |
| 1981      | с  | 240-Роберт                                 | 240-Robert                            | 1 эпизод                                 |
| 1982      | с  | Мэтт Хьюстон                               | Matt Houston                          | 1 эпизод                                 |
| 1983      | тф | Эта девушка напрокат                       | This Girl for Hire                    | Митч Диллон                              |
| 1983      | с  | Саймон и Саймон                            | Simon & Simon                         | 1 эпизод                                 |
| 1983      | с  | Кегни и Лейси                              | Cagney & Lacey                        | 1 эпизод                                 |
| 1984      | ф  | Гремлины                                   | Gremlins                              | шериф Фрэнк                              |
| 1984      | с  | Умные молодые парни                        | Whiz Kids                             | 1 эпизод                                 |
| 2017      | с  | Забытые вестерны                           | The Forsaken Westerns                 | 1 эпизод                                 |